# Antonin Rouzier
Antonin Rouzier (Saint-Martin-d'Hères, 18 de Agosto de 1986) é um ex-jogador de voleibol francês que atuava na posição de oposto e que defendeu a seleção francesa de 2006 a 2016.

## Carreira
Rouzier foi membro da seleção francesa de voleibol masculino. Em 2016, representou seu país nos Jogos Olímpicos de Verão no Rio de Janeiro, que ficou em 9º lugar.
Em 2023, enquanto atleta do Plessis Robinson Volley Ball, Rouzier sofreu uma entorse no tornozelo durante um treinamento. Após o grave ocorrido, o oposto comunicou em suas redes sociais o fim de sua carreira desportiva.

## Clubes
| Clube                        | De        | A         |
| ---------------------------- | --------- | --------- |
| Spacer's Toulouse Volley     | 2004–2005 | 2004–2005 |
| Beauvais Olympique UC        | 2005–2006 | 2005–2006 |
| Asnières Volley 92           | 2006–2007 | 2006–2007 |
| Montpellier UC               | 2007–2008 | 2007–2008 |
| Knack Randstad Roeselare     | 2008–2009 | 2008–2009 |
| Stade Poitevin Poitiers      | 2009–2010 | 2010–2011 |
| ZAKSA Kędzierzyn-Koźle       | 2011–2012 | 2012–2013 |
| Bre Banca Lannutti Cuneo     | 2013–2014 | 2013–2014 |
| Ziraat Bankası Ankara        | 2014–2015 | 2014–2015 |
| Arkas Spor                   | 2015–2016 | 2015–2016 |
| Istanbul BBSK                | 2016–2017 | 2017–2018 |
| Yenisey Krasnoyarsk          | 2017–2018 | 2017–2018 |
| Toray Arrows                 | 2018–2019 | 2019–2020 |
| Al Rayyan S.C.               | 2020–2021 | 2020–2021 |
| Paris Volley                 | 2020–2021 | 2020–2021 |
| Al Jazira Sport Club         | 2020–2021 | 2020–2021 |
| Plessis Robinson Volley Ball | 2021–2022 | 2022–2023 |

## Premiações individuais
- 2009: Campeonato Europeu – Maior pontuador
- 2011: Campeonato Francês – Melhor atacante
- 2013: Liga dos Campeões – Melhor atacante
- 2015: Campeonato Europeu – MVP
- 2016: Pré-Olímpico Mundial – Melhor oposto[5]
- 2016: Liga Mundial – Melhor atacante